# NOHAB
NOHAB (Nydqvist & Holm AB) — шведская компания, располагавшаяся в городе Тролльхеттан и специализировавшаяся на производстве локомотивов.

## История
Компания основана Антенором Нидквистом, Юханом Магнусом Линдстрёмом и Карлом Олофом Хольмом в 1847 году как Тролльхеттанский механический завод. Завод выпускал турбины для ГЭС.
В 1865 году компания выпустила свой первый паровоз, а в 1912 году из ворот завода вышел тысячный локомотив.
В 1916 году компания реорганизована в публичное акционерное общество и стала называться NOHAB.

### Постройка паровозов для России
В 1920 году компания получила заказ на производство 1000 локомотивов для Советской России при том, что до этого выпускала не более 40 паровозов в год. Стоимость одного паровоза сперва составляла 230 тысяч шведских крон. Переговоры с советской делегацией во главе с Л. Б. Красиным проводил шведский предприниматель Гуннар Андерссон при посредничестве адвоката Вильгельма Хелберга. Выбрав для исполнения советского заказа предприятие Nydqvist & Holm AB (NOHAB) со штатом 800 человек, Андерссон смог заручиться поддержкой Красина на получение кредита для покупки этого завода. В Тролльхеттане состоялась встреча с 58-летним владельцем, Германом Нидквистом, который по болезни согласился продать компанию за 5,5 миллионов крон. С протоколом о намерениях Андерссон завершил переговоры с Красиным и 15 мая 1920 года между Центросоюзом и «Нидквист и Хольм» было заключено соглашение о постройке 1000 больших паровозов по цене каждого в 230 000 крон, то есть на общую сумму 230 000 000 крон. Договор предусматривал аванс в размере 7 миллионов крон (3,4 тонны золота), из которого Андерссон 19 июня 1920 года выкупил у Нидквиста 5947 из 6000 акций компании. Через 10 дней был собран новый совет директоров NOHAB. После заключения договора российская сторона предоставила шведской беспроцентный заём «для постройки механического цеха и котельной».
Согласно договору, шведы должны были построить 1000 паровозов всего за два года, в том числе 850 паровозов вместе с тендерами уже к концу 1921 года. Понимая невыполнимость задачи, Андерссон при заключении договора 21 октября 1920 года указал, что часть локомотивов может быть построена на других заводах, в том числе до 800 штук — в Германии. Но находясь в Берлине, Ломоносов провёл переговоры напрямую с немецкими промышленниками и смог договориться с ними о производстве паровозов по цене вдвое ниже. Тогда в марте 1921 года, по инициативе Ломоносова, заказ со шведами в 1000 паровозов был сокращён до 500, а 700 штук должны были построить немецкие компании.
13 марта 1921 года в Берлине Юрий Ломоносов и представители NOHAB подписали новое соглашение, согласно которому шведская сторона должна была поставить 500 паровозов, из которых 50 — в 1921 году, 200 — в 1922 году и 250 — в 1923—1925 годы. Стоимость локомотивов оставалась прежней, но теперь в договоре было предусмотрено, что в случае срыва поставок на производителя будет налагаться штраф в размере 2000 крон за локомотив за каждый месяц просрочки, а в случае более быстрых поставок — премия в размере 3000 крон за каждый месяц опережения плана. Из выданного шведской компании беспроцентного займа 10 миллионов крон должны были быть возвращены в 1924—1925 годах, а 5 миллионов — в 1921—1922 годах. Относительно оплаты, в дополнение к уже полученным авансам российская сторона обязалась до февраля 1922 года выплатить ещё 7 460 000 крон, а не позднее 15 сентября 1922, 1923 и 1924 годов — авансы в 14 375 000 крон.
NOHAB подключил к выполнению заказа субподрядчиков, в том числе Avesta, Strömsnäs, Surahammars (поставляли сталь), Svenska Metallverken (стальные листы), Domnarvets и Hellefors (металлические профили), Karlstads Mekaniska Werkstad (паровые котлы). Также были приобретены и реконструированы завод локомобилей в Эскильстуне и механическая фабрика в Лидчёпинге. Российские инспекторы отметили, что качество стали, которую поставлял металлургический завод Avesta, недостаточно хорошее, в связи с чем NOHAB был вынужден наладить собственное металлургическое производство, для чего 14 декабря 1922 года приобрёл металлургический завод в Форсбакке.
28 июля 1922 года по требованию российской стороны был подписан новый договор, в котором был указан прежний объём заказа в 500 паровозов, но если цена первых 350 по-прежнему составляла 230 000 крон за локомотив, то следующие 150 стоили уже по 160 000 крон; способ оплаты при этом оставался прежним: аванс в 25 %, а остальная сумма поступала по мере выполнения заказа. Всего паровозы строились с 15 августа 1921 по 15 декабря 1924 года; им была присвоена серия Эш.
До июня 1922 года шведская компания получила от Советской России 59,4 млн крон, а с 28 июля 1922 года по 1 января 1923 года ещё 34 млн, всего 93,4 млн крон (около 58 млн золотых рублей), что почти в 15 раз превысило капитал компании (уплаченные Андерссоном 5,5 млн).
В 1930 году компания разработала и построила один из немногих в мире успешный и работавший долгие годы паротурбовоз типа M3t

### После войны
В 1950-х NOHAB освоила выпуск тепловозов по лицензии американской компании Electro-Motive Division.
Основным покупателем являлись государственные железные дороги Дании.
35 локомотивов было поставлено для государственных железных дорог Норвегии.

### Банкротство и реструктуризация
В конце 1970-х годов у компании возникли проблемы с рентабельностью. Это было одной из причин объявить о банкротстве. Bofors NOHAB и финская инжиниринговая группа Wärtsilä подписали соглашение, по которому в 1978 году Wärtsilä приобрела 51 % акций АО Bofors NOHAB. 1979 год стал годом основания новой компании NOHAB Diesel AB, чьим основным владельцем стала та же Wärtsilä. Примерно 1500 сотрудников Bofors NOHAB были зачислены в штат вновь образованной компании.
1981 год стал годом второй большой реструктуризации NOHAB. Производство типографского оборудования было передано во вновь образованную компанию GMA NOHAB Print AB.Производство турбин было решено продолжить в компании, изначально принадлежавшей NOHAB совместно с финской Tampella AB. Однако вскоре, уже в октябре 1981 года, бизнес был приобретен норвежской группой Kvaerner. В том же году мощности по производству локомотивов было решено передать новой компании — Kalmar NOHAB AB. И уже через несколько лет производство локомотивов полностью переехало в Кальмар.
В 1985 году — Wärtsilä приобрел все акции Bofors-NOHAB и NOHAB Diesel, который был переименован в Wartsila Diesel AB. В 1986 году остальные производства AB Bofors NOHAB были закрыты. Сохранилась только механическая мастерская, которая называется NOHAB Industri AB.
Последние остатки турбинного производства в Тролльхеттане переведены в 1991 году на объекты KVAERNER в Кристинехамне.
В 1999 году производства Wärtsilä Diesel также переехало в город Зволле (Нидерланды).

## NOHAB в Венгрии

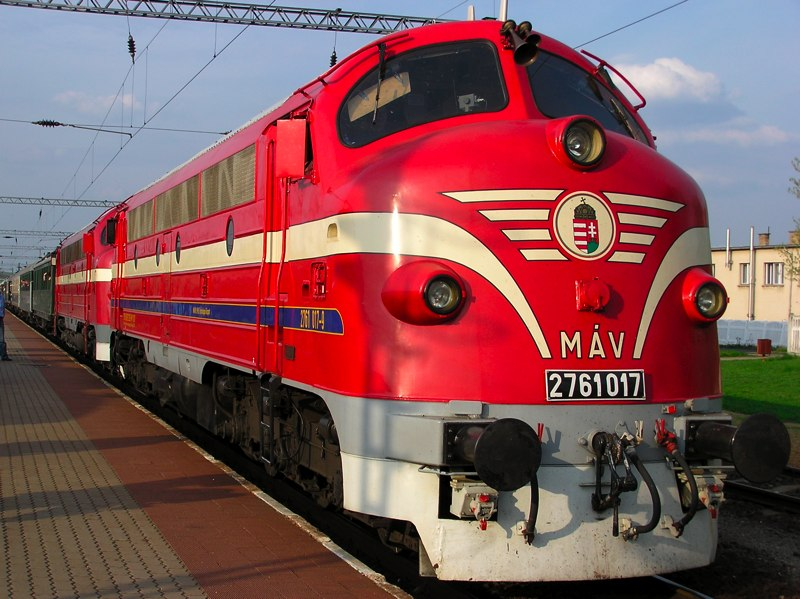
Тепловоз М61 в Венгрии

В начале 1960-х годов 20 тепловозов были построены для Венгерских государственных железных дорог, но в связи с появлением «железного занавеса», дальнейший импорт был остановлен в пользу советских тепловозов М62. Шведские локомотивы стали называться тепловозами серии М61. Они доказали свою универсальность, надежность и экономичность.
Тепловозы M61 стали культовыми в Венгрии, в связи с тем, что они были использованы для движения скоростных поездов к курортам вокруг озера Балатон.
Сегодня тепловозы M61 уже не выполняют регулярных рейсов, большинство из них было списано. Один из них ещё курсирует между Венгрией и Румынией и ещё один используется в путевом хозяйстве для вождения хозяйственных поездов в районе Будапешта.

## Локомотивы
- Тепловоз DSB MZ
- Тепловоз М61
- Тепловоз T41
- Тепловоз T43
- Тепловоз T44

## Другая продукция
В 1930 году компания начала производить авиационные двигатели Bristol Jupiter, по лицензии английской Bristol Aeroplane Company. Через несколько лет отдел самолётных двигателей NOHAB и компания Svenska Aeroplan AB в Линчёпинге, образуют авиастроительную компанию Saab AB.
NOHAB по-прежнему крупнейший производитель турбин для атомных электростанций и двигателей для среднетоннажных судов. NOHAB также выпускает корпуса для танков Strv-103.

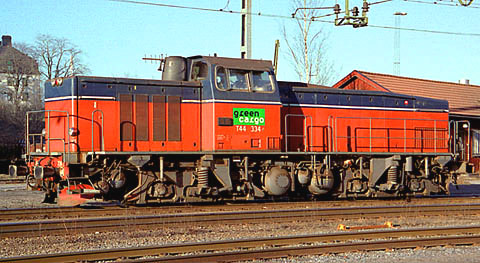
Тепловоз T44 в Израиле
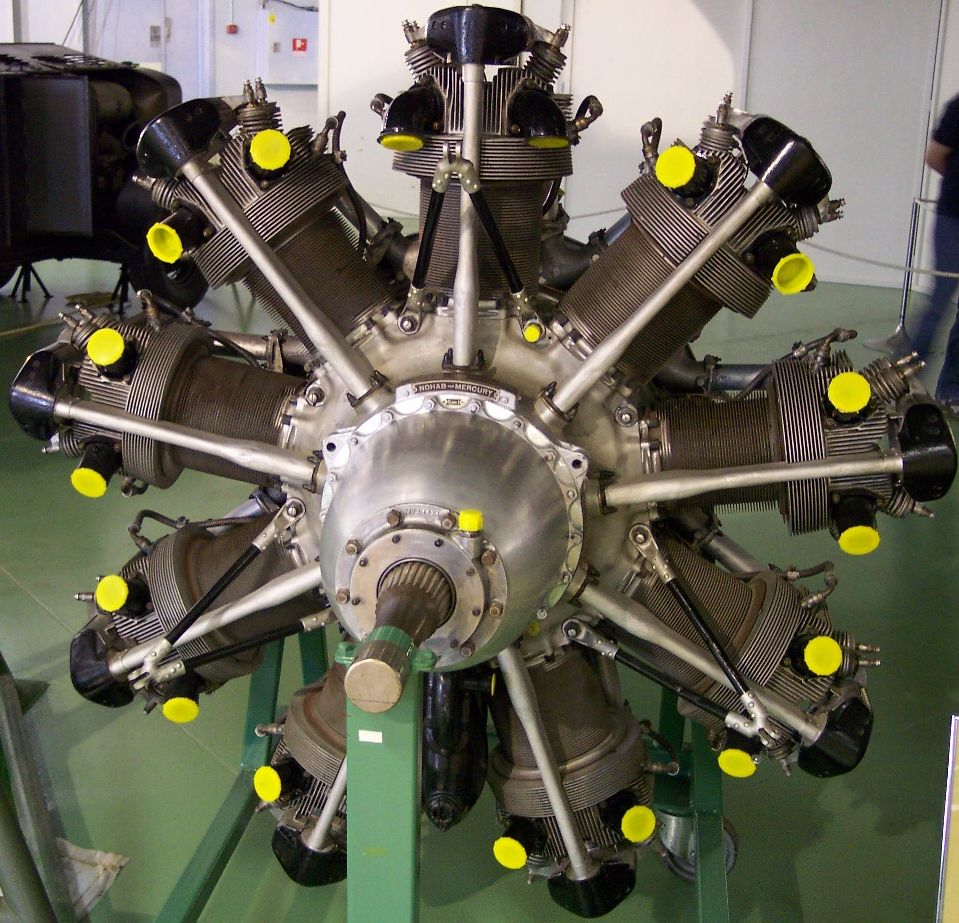
Авиационный двигатель «Mercury»
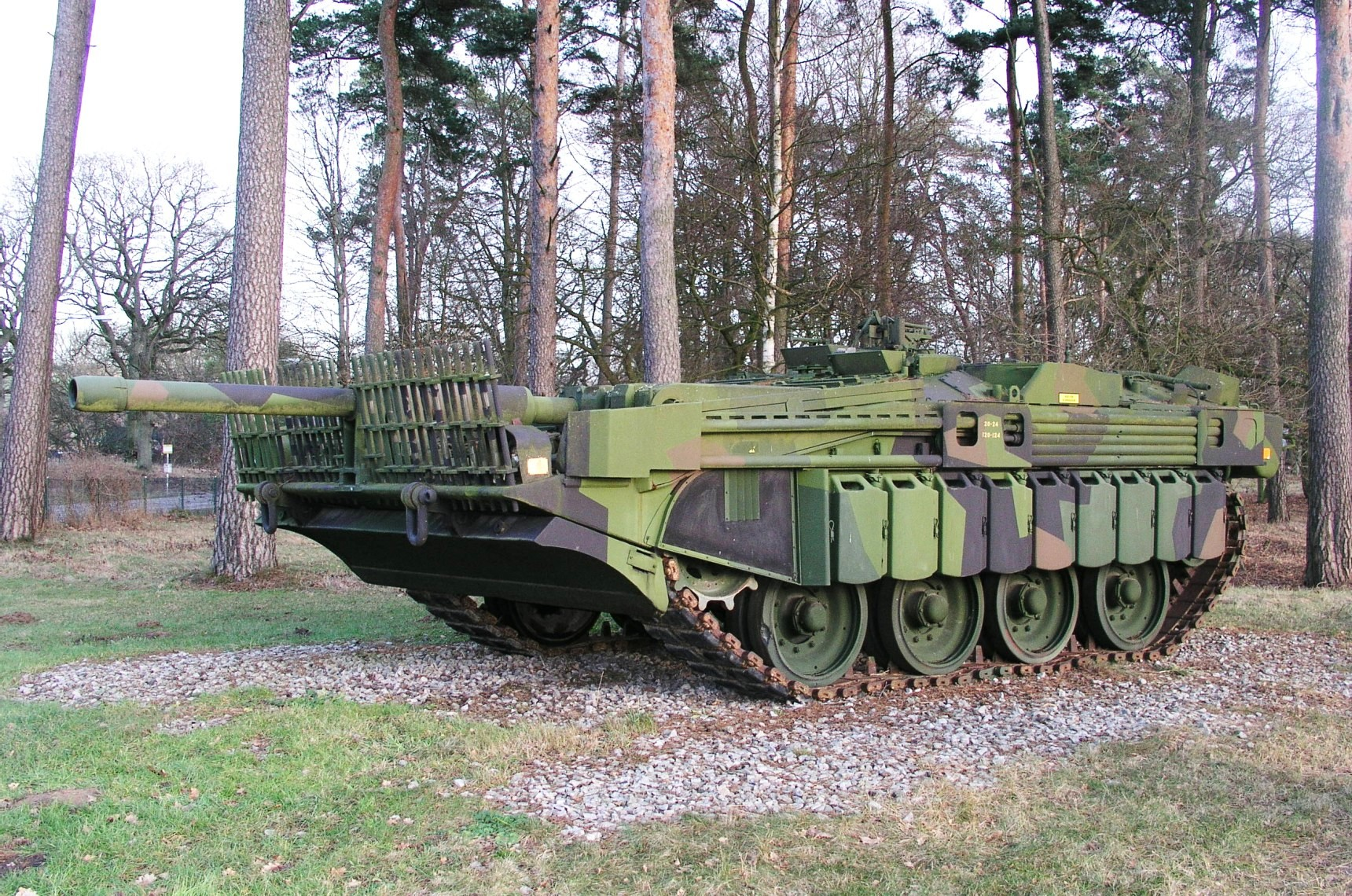
Шведский танк Strv-103